# Complément d'objet direct
Pour les articles homonymes, voir COD.
Le complément d'objet direct (dit COD) (appelé également complément direct du verbe, CDV) est, en syntaxe, un type de complément d'objet du verbe d'action employé à la voix active. Formellement, il se construit sans préposition (d'où le qualificatif direct) et appartient au groupe verbal.
« Un grand soleil d'hiver éclaire la colline. » (Aragon)
Il se définit également par le fait qu'il devient sujet du verbe lors d'une transformation à la voix passive : « Le chat mange la souris / la souris est mangée par le chat ».
Successeur de l'accusatif latin, et passé par le cas objet (ou cas régime) en ancien français, le complément d'objet direct est un élément de base de la syntaxe de la langue française.

## Le complément d'objet direct en français
En grammaire française, le complément d'objet direct (COD) est un complément essentiel (non supprimable) et non déplaçable dans la phrase.
Le COD se place classiquement après le verbe (« J'écris ton nom »), sauf effet stylistique particulier comme l'anacoluthe par inversion, pratiquée notamment par des auteurs comme Louis-Ferdinand Céline ou Jean Giono. À l'inverse, il se place devant le verbe quand il s'agit :
- d'un pronom relatif : « Les yeux qu’on ferme voient encore » (Sully Prudhomme) ;
- d'un pronom interrogatif (« Que ferons-nous ? ») ;
- ou dans le cas de pronoms personnels qui prennent alors une forme faible : « Tu m’emmènes, je t’enlève » (Hugo). Il en va de même dans les tournures pronominales (réfléchies ou réciproques), mais, avec un verbe à l'impératif, le pronom personnel se place derrière le verbe avec un tiret de liaison : « Nature, berce-le chaudement » (Rimbaud).

## Catégories grammaticales
Le complément d'objet direct peut être de diverses natures grammaticales :
- un nom ou un groupe nominal : « Je fais souvent ce rêve étrange et pénétrant » (Paul Verlaine) ;
- un pronom : « Comme un son éloigné qu'affaiblit la distance » (Alphonse de Lamartine) ;
- un infinitif : « J'espérais bien pleurer » (Alfred de Musset) ;
- une proposition subordonnée conjonctive (appelée alors proposition complétive ou nominalisée) : « Je sais que sur les vœux on n'a point de puissance » (Molière) ;
- une proposition infinitive : « L'été rit, et l'on voit sur le bord de la mer // Fleurir le chardon bleu des sables » (Victor Hugo) ;
- une proposition interrogative indirecte : « Il demande qui viendra » ;
- une proposition subordonnée relative substantive : « Je ferai ce que tu décideras ».

## Remarques et problèmes

### Ambiguïté de la dénomination
En définissant le COD comme un complément du verbe d'action transitif à la voix active, c'est-à-dire comme l'objet sur lequel s'exerce son action, on confond la syntaxe et la sémantique. S'il est vrai que, statistiquement, ce genre de complément indique souvent l'objet sur lequel s'exerce l'action, ce lien entre syntaxe et sémantique ne peut être que statistique. À tout le moins, la définition serait donc de considérer le complément d'objet direct comme un complément du groupe verbal qui n'est pas relié au verbe par une préposition, mais cette définition reste partielle puisqu'il existe d'autres compléments sans préposition. Il faut donc revenir à la notion complexe de transitivité.
La notion de verbe d'action n'est pas toujours opérante et il est parfois difficile de transformer la phrase à la voix passive ; par exemple, quand il s'agit du verbe avoir : « Il a deux trous rouges au côté droit » (Rimbaud) ; ou avec le pronom sujet « on » : « Les yeux qu'on ferme voient encore » (Sully Prudhomme) ; ou encore dans le cas d'expressions lexicalisées comme « Il respire la santé ». Néanmoins, la perception d'une construction impliquant un verbe avec un sujet actif et un « objet » demeure dans l'approche de la fonction (le rôle) du complément d'objet direct, même si les critères syntaxiques l'emportent dans sa définition.

### Confusions
- Le COD ne doit pas être confondu avec l'attribut du sujet : celui-ci est associé à des verbes d'état (être – paraître – rester...), désigne le même élément que le sujet (exemple : « Pierre reste mon ami ») et est remplaçable par un adjectif qualificatif (« Pierre est amical »), ce qui est impossible pour le complément d'objet direct. Le sujet et l'attribut du sujet représentent une seule personne, chose : ici Pierre = mon ami. Un COD est différent du sujet : Pierre mange une pomme. (Pierre ≠ pomme).

- La seule place après le verbe associée à l'absence de préposition ne suffit pas à l'identification du COD : dans le vers célèbre de Victor Hugo « Je marcherai les yeux fixés sur mes pensées », les yeux fixés, bien que sans préposition, est un complément circonstanciel de manière et non un COD. De même, dans « Ma douleur, donne-moi la main ; viens par ici » de Baudelaire, moi est un complément d'objet second, le COD étant constitué par la main.

- Le COD ne doit pas non plus être confondu avec les compléments de mesure (prix – distance – durée – poids...), qui sont aussi des compléments essentiels sans préposition : à la différence du COD, ils peuvent être remplacés par des adverbes, et la mise au passif est impossible. Exemple : « Ce film a coûté des millions de dollars / La guerre a duré cent ans... »

- Malgré la présence de de, on a bien un COD dans un cas comme celui-ci : « Évitons de souffrir ». Ceci s'explique par le fait que de n'est pas une préposition quand elle est placée avant un infinitif mais un complémenteur. Si on remplace l'infinitif par un groupe nominal, de disparaît (« Évitons la souffrance ») : le verbe est donc bien transitif direct.

- Par ailleurs, le test avec les questions « qui ? » ou « quoi ? » n'est pas fiable. Outre qu'elles n'amènent aucune réflexion sur les relations syntaxiques entre les mots de la phrase, ces questions peuvent conduire à de grossières erreurs, par confusion avec des sujets postposés, des sujets réels ou des attributs du sujet.

- Certains verbes intransitifs peuvent avoir, dans des expressions littéraires, un complément d'objet interne : « La servante au grand cœur dont vous étiez jalouse // Et qui dort son sommeil sous une humble pelouse... » (Baudelaire).

- Le complément d'objet direct peut, lui aussi, avoir un attribut (adjectif ou nom) : « Le 13 avril 1845, le roi nomme Victor Hugo Pair de France » : Pair de France est attribut du COD Victor Hugo.